# MBA TMO
MBA TMO (Teknologi Marked Organisation) er en executive MBA uddannelse på CBS (Copenhagen Business School). Uddannelsen, der forløber over to år, som deltidsstudium har fokus på innovativ forretningsudvikling.